# Park Koeltoery (metrostation Moskou, Koltsevaja-lijn)
Park Koeltoery (Russisch: Парк Культуры) is een metrostation in de Russische hoofdstad Moskou. Het station ligt aan het eerste deel van de Koltsevaja-lijn (ringlijn) dat op 1 januari 1950 werd geopend.

## Geschiedenis
Het station was een van de stations in de eerste plannen voor een ringlijn onder de tuinring uit 1934. In latere plannen werd de ringlijn verder van het Kremlin gelegd, maar in 1943 volgde het uitgevoerde plan van de huidige Koltsevaja-lijn met Park Koeltoery als een van de stations. Net als het gelijknamige station aan de Sokolnitsjeskaja-lijn werd het beschouwd als het station voor reizigers naar Gorkipark, de officiële naam van het station is dan ook Tsentralnyi Park Koeltoery i Otdykha imeni Gorkovo , hetgeen ook lange tijd voluit of als afkorting op de plattegronden van de metro gebruikt werd. Al tijdens de bouw werd, gezien de afstand van tot het park, voorgesteld om het station Tsjoedovka, Krimskaja of Krimski Most te noemen, de verwijzing naar het park, de trots van de Moskovieten, werd echter gehandhaafd. Hoewel de naam officieel nooit gewijzigd is, is sinds 1980 de verkorte naam Park Koeltoery gangbaar. In verband met de Olympische Spelen in Moskou werden de mededelingen op de stations en in de metrostellen naast in het Russisch ook in het Engels en Frans omgeroepen zodat de volledige naam te lang was en deze werd ingekort. 

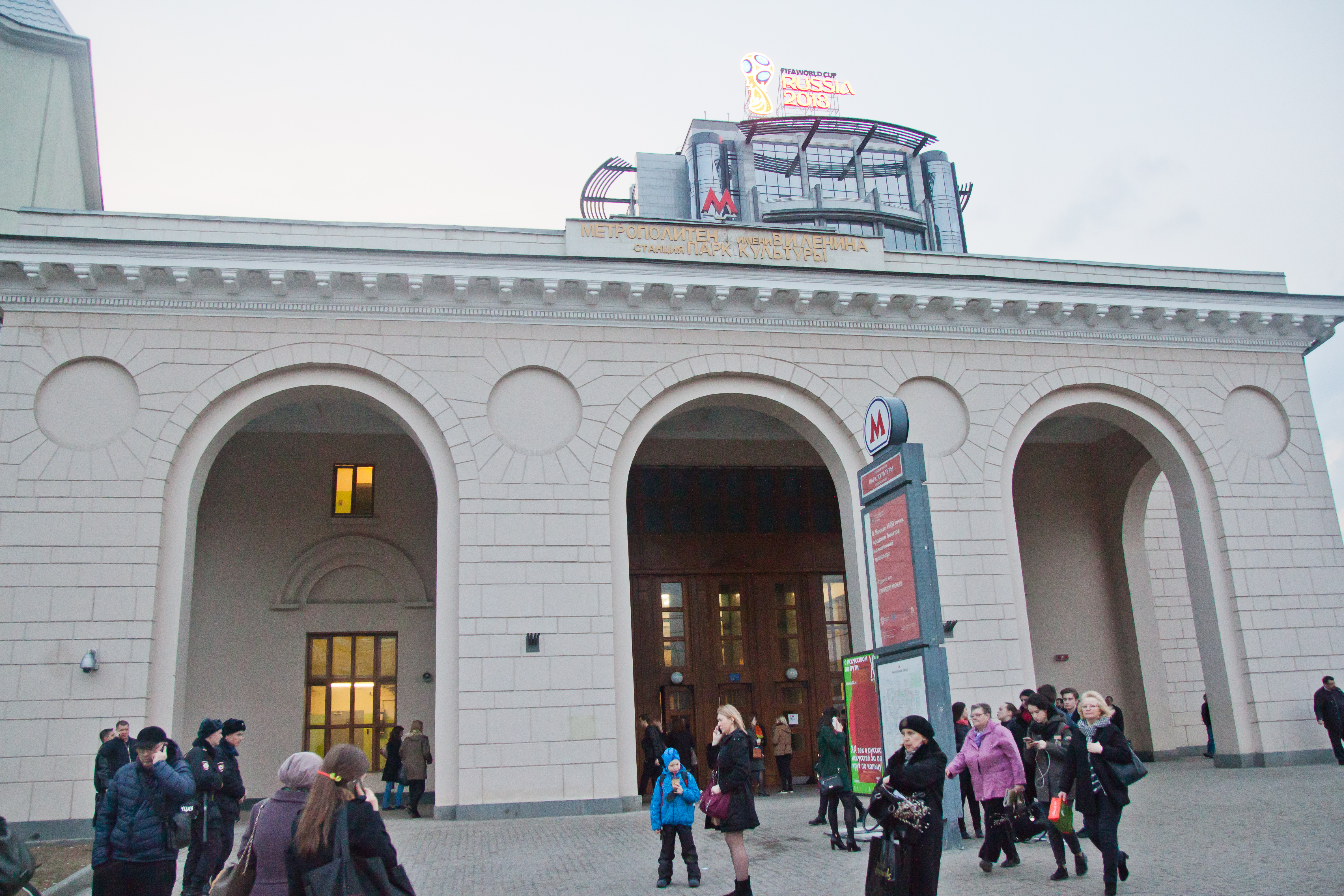
Het gemeenschappelijke stationsgebouw met de Sokolnitsjeskaja-lijn
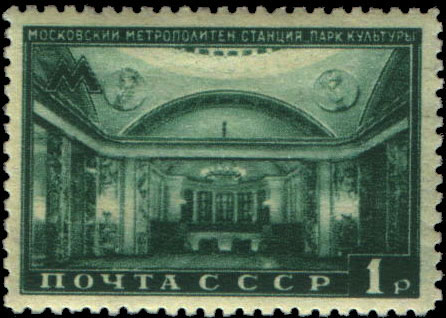
Het interieur van de stationshal gezien richting de roltrap
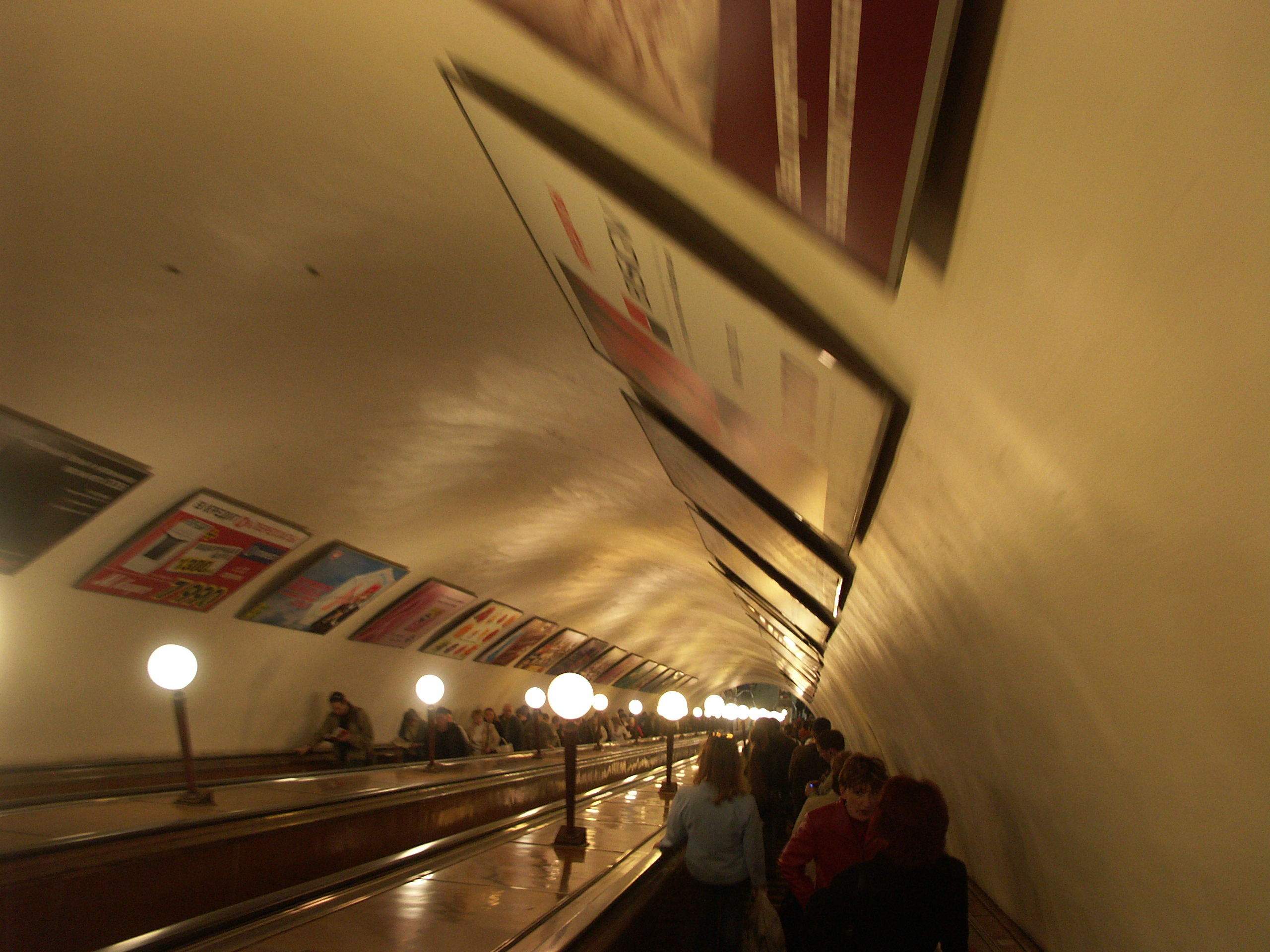
De roltrap van de Koltsevaja-lijn

## Ontwerp en inrichting

### Bovengronds
In 1949 werd een nieuw stationsgebouw opgetrokken op de hoek van de Komsomolskajalaan en de Zoebovskiboulevard. Het werd ontworpen door de architecten Jelena Markova en Igor Rozjin als gemeenschappelijke toegang voor de Sokolnitsjeskaja-lijn en de Koltsevaja-lijn en verving het gebouw uit 1935. Rozjin had voorgesteld om het station het uiterlijk van een Russische winkelgalerij te geven maar dat werd verworpen ten gunste van het huidige ontwerp. Het grote gebouw heeft een stationshal, van waaruit de reizigers met de roltrappen rechtstreeks het perron kunnen bereiken, met een koepel. De westelijke wand van de hal met de roltrappen is afgebeeld op een van de postzegels die werd uitgegeven ter gelegenheid van de opening van het station. In de hal zijn vier bas-reliëfs met sportlieden van de hand van G. Motovilov te vinden. Op de zijgevel is nog een bas-reliëf aangebracht. Overstappers tussen de beide lijnen doen dit eveneens via deze hal.    

### Ondergronds
Het pylonenstation op 40 meter diepte werd gebouwd onder leiding van Rozjin. Net als de andere architecten van pylonenstations stuitte hij ook op de vraag hoe de massieve pylonen visueel goed in het ontwerp in te passen. Onder de verschillende pylonenstations is dit bij de een beter geslaagd bij de ander. Voor Park Koeltoery zorgde Rozjin voor een ranke uitstraling door de hoeken van de pylonen van “kolommen” te voorzien die het gewelf lijken te dragen. Zowel de pylonen als de doorgangen er tussen zijn van bogen voorzien zodat pylonen visueel wegvallen. De beoogde lichte kleur zou met lichter marmer nog beter tot zijn recht komen, maar de pylonen en wanden werden bekleed met het wel beschikbare grijze lopot-marmer. De tunnelwanden langs de sporen zijn bekleed met grijs Sadachlo marmer en zwart gabbro-marmer. De plinten van de pylonen bestaan uit donkerrood Salieti marmer.
De gewelven zijn van wit pleisterwerk, waarbij het gewelf in de, 9,5 meter brede, middenhal is opgedeeld in verschillende vlakken afgezet met reliëf biezen. De twaalf pylonen en de wanden bij de roltrap zijn versierd met medaillons van de hand van M. Rabinovietsj. Het betreft afbeeldingen van sport en ontspanning van de Sovjet jeugd. De pylonen hebben in de middenhal en aan de perronzijde dezelfde afbeelding waarmee het aantal medaillons op 26 komt. Aan de kopse kant van de middenhal is een reliëf van naamgever Maxim Gorki aangebracht boven de officiële stationsnaam. De vloer bestaat uit graniet in verschillende kleuren die een tapijt moeten suggereren. De verlichting wordt verzorgd door zeskantige kroonluchters.

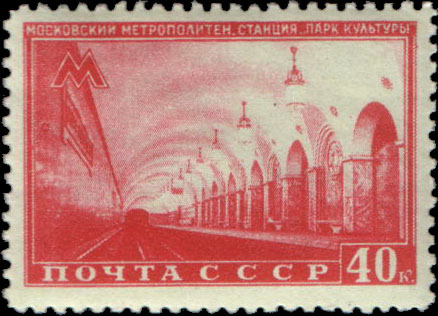
Het perron op een postzegel uitgegeven ter gelegenheid van de opening
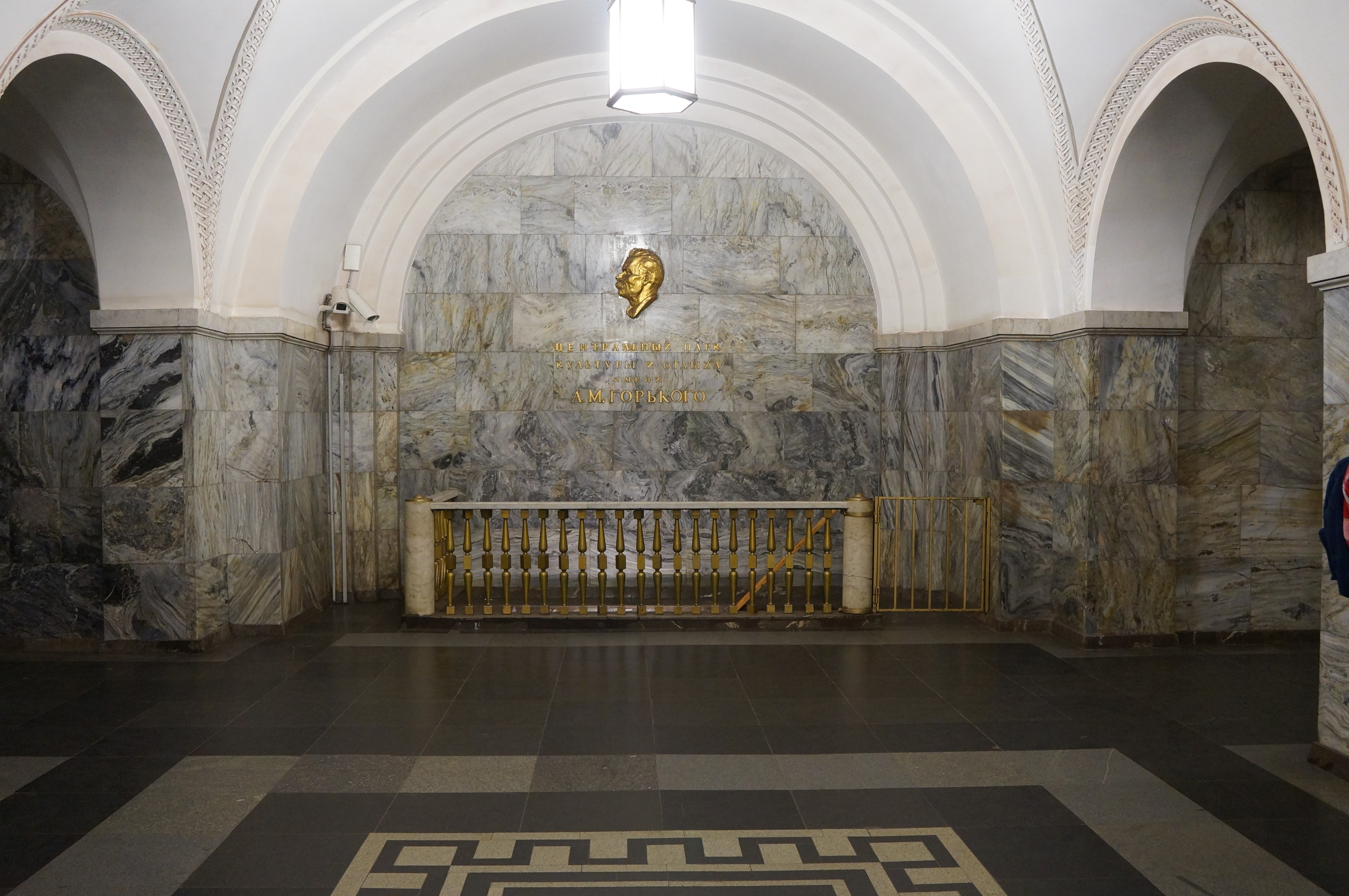
Het portret van Maxim Gorki aan de westkant van de middenhal

## Renovatie
Op 5 februari 2011 werd het station gesloten voor groot onderhoud dat tot 28 december 2011 zou duren. Aanleiding was dat de roltrappen hun levensduur van zestig jaar hadden bereikt en derhalve vervangen moesten worden. De schacht voor de roltrappen was in de herfst van 2011 opgeknapt, maar de levering van de nieuwe roltrappen liet op zich wachten. De heropening van het station werd opgeschort tot 30 maart 2012 hoewel de roltrappen  pas in april geleverd werden. De installatie van de roltrappen duurde ongeveer een week en op 26 april 2012 maakte de Moskouse dienst voor verkeer en wegenbouw bekent dat het station voor de meivakantie zou worden geopend. Op 28 april 2012 om 5:35 uur werd het station heropend voor reizigers. Naast het vervangen van de roltrappen werden nog diverse andere werkzaamheden uitgevoerd. De plafonds, vloeren en muren werden vernieuwd, en de technische- en verblijfsruimtes werden opgeknapt. Een deel van de vloer bij de roltrap werd geslepen, er werden nieuwe verlichte wegwijzers aangebracht en de elektrische bedrading, inclusief alarmeringssystemen, werd vervangen. Deze werkzaamheden omvatte ook de overstap naar de  Sokolnitsjeskaja-lijn. Tijdens de werkzaamheden konden de reizigers voor de Sokolnitsjeskaja-lijn alleen gebruik maken van diens noordelijke toegang.    

## Metroverkeer
Aanvankelijk was het station het westelijke eindpunt van de ringlijn en ten westen van het perron ligt dan ook een keerspoor tussen de doorgaande sporen. Nog verder naar het westen ligt een verbindingstunnel naar de Sokolnitsjeskaja-lijn die tot de opening van het eigen depot van de ringlijn in 1954 de voornaamste route was voor de aan en afvoer van rollend materieel. In 1995, bij de nummering van de metrostations, kreeg het station nummer 076 hoewel het chronologisch het 30e station van de Moskouse metro is. In maart 2002 werden 32.400 reizigers per dag geteld. Op even dagen vertrekt de eerste trein tegen de klok in om 5:51 uur, op oneven dagen om 5:40 uur. Met de klok mee vertrekt de eerste trein op even dagen door de week om 5:57 uur en in het weekeinde om  0:5:56 uur. Op oneven dagen wordt vanaf 05:46 tegen de klok in gereden.    